# Tīleh Kūh
Tīleh Kūh (persiska: تیله کوه, Nīleh Kūh) är en ort i Iran.   Den ligger i provinsen Khuzestan, i den centrala delen av landet, 600 km söder om huvudstaden Teheran. Tīleh Kūh ligger 270 meter över havet och antalet invånare är 143.
Terrängen runt Tīleh Kūh är platt åt sydväst, men åt nordost är den kuperad. Tīleh Kūh ligger nere i en dal. Runt Tīleh Kūh är det ganska tätbefolkat, med 62 invånare per kvadratkilometer. Närmaste större samhälle är Kheyrābād-e Gohar, 14,2 km nordost om Tīleh Kūh. Omgivningarna runt Tīleh Kūh är i huvudsak ett öppet busklandskap.